# MINI SKIRT
MINI SKIRT（ミニ・スカート）は、1997年1月29日にトラットリア／ポリスターから発売されたカジヒデキの通算1作目のスタジオ・アルバム。規格品番：PSCR-5555。2009年4月22日にはSHM-CDで再発された。規格品番：PSCR-9218。

## 内容
初アルバムであり、先行シングル3曲を含む。自作曲の他、小山田圭吾とトーレ・ヨハンソンより楽曲提供を受けている。

## 収録曲
1. ラ・ブーム〜だってMY BOOM IS ME〜 (2:53)
  - 1stシングル。
2. マスカット (3:33)
3. ベイビー・ベイビー、ミー・ミー・ミー (5:03)
4. ポニーテールの頃 (2:16)
5. トウキョウ・トゥ・ロンドン (3:01)
6. ボブの匂い（Instrumental） (1:06)
7. ウィークエンダーズ (4:03)
8. ♥じかけのオンガク (6:32)
9. ポップ・ソングをつくろう (1:09)
10. ブルー (4:19)
11. たまごの中の欲望 (5:35)
  - 3rdシングル。
12. イライザ・アンド・マスカット・スマイル〜リプライズ〜（Instrumental） (-)
  - 11曲目と12曲目の間の扱い。CD上では11曲目と連続している。
13. 君の♥のナチュラル (3:24)
14. ランブラーでランデブー (2:49)
15. 夏物語 (5:09)
  - 2ndシングル。
16. Secret Track (5:31)

## 作家クレジット
特記以外　作詞・作曲・編曲：加地秀基
作詞：片山裕吾&住田芽衣（2）Eggstone（5）住田芽衣（8）渡辺真&加地秀基（9）
作曲：小山田圭吾（4）加地秀基&トーレ・ヨハンソン（7）神田朋樹（13）
編曲：加地秀基&Eggstone（3・5）加地秀基&小山田圭吾（4）トーレ・ヨハンソン（7・8・10）加地秀基&神田朋樹（13）